# استان نایالا
استان نایالا (به لاتین: Nayala Province) یک استان در بورکینافاسو است. استان نایالا ۳٬۹۱۹ کیلومتر مربع مساحت و ۱۶۲٬۸۶۹ نفر جمعیت دارد.